# Невілл Тауншип (Пенсільванія)
Невілл Тауншип (англ. Neville Township) — селище (англ. township) в США, в окрузі Аллегені штату Пенсільванія. Населення — 1108 осіб (2020).

## Демографія
Згідно з переписом 2010 року, у селищі мешкали 1084 особи в 538 домогосподарствах у складі 263 родин. Було 620 помешкань
Расовий склад населення:
| - 88,4 % — білих - 3,3 % — чорних або афроамериканців - 0,3 % — корінних американців - 0,1 % — азіатів - 4,6 % — осіб інших рас |

До двох чи більше рас належало 3,3 %. Частка іспаномовних становила 6,5 % від усіх жителів.
За віковим діапазоном населення розподілялося таким чином: 15,1 % — особи молодші 18 років, 64,3 % — особи у віці 18—64 років, 20,6 % — особи у віці 65 років та старші. Медіана віку мешканця становила 46,0 року. На 100 осіб жіночої статі у селищі припадало 103,4 чоловіків;  на 100 жінок у віці від 18 років та старших — 105,4 чоловіків також старших 18 років.
Середній дохід на одне домашнє господарство  становив 53 724 долари США (медіана — 41 875), а середній дохід на одну сім'ю — 64 097 доларів (медіана — 56 827). Медіана доходів становила 41 875 доларів для чоловіків та 36 964 долари для жінок. За межею бідності перебувало 16,8 % осіб, у тому числі 36,6 % дітей у віці до 18 років та 3,0 % осіб у віці 65 років та старших.
Цивільне працевлаштоване населення становило 614 осіб. Основні галузі зайнятості: освіта, охорона здоров'я та соціальна допомога — 19,4 %, фінанси, страхування та нерухомість — 12,7 %, роздрібна торгівля — 10,4 %, мистецтво, розваги та відпочинок — 9,6 %.